# مقبرة الملوك (هولندا)

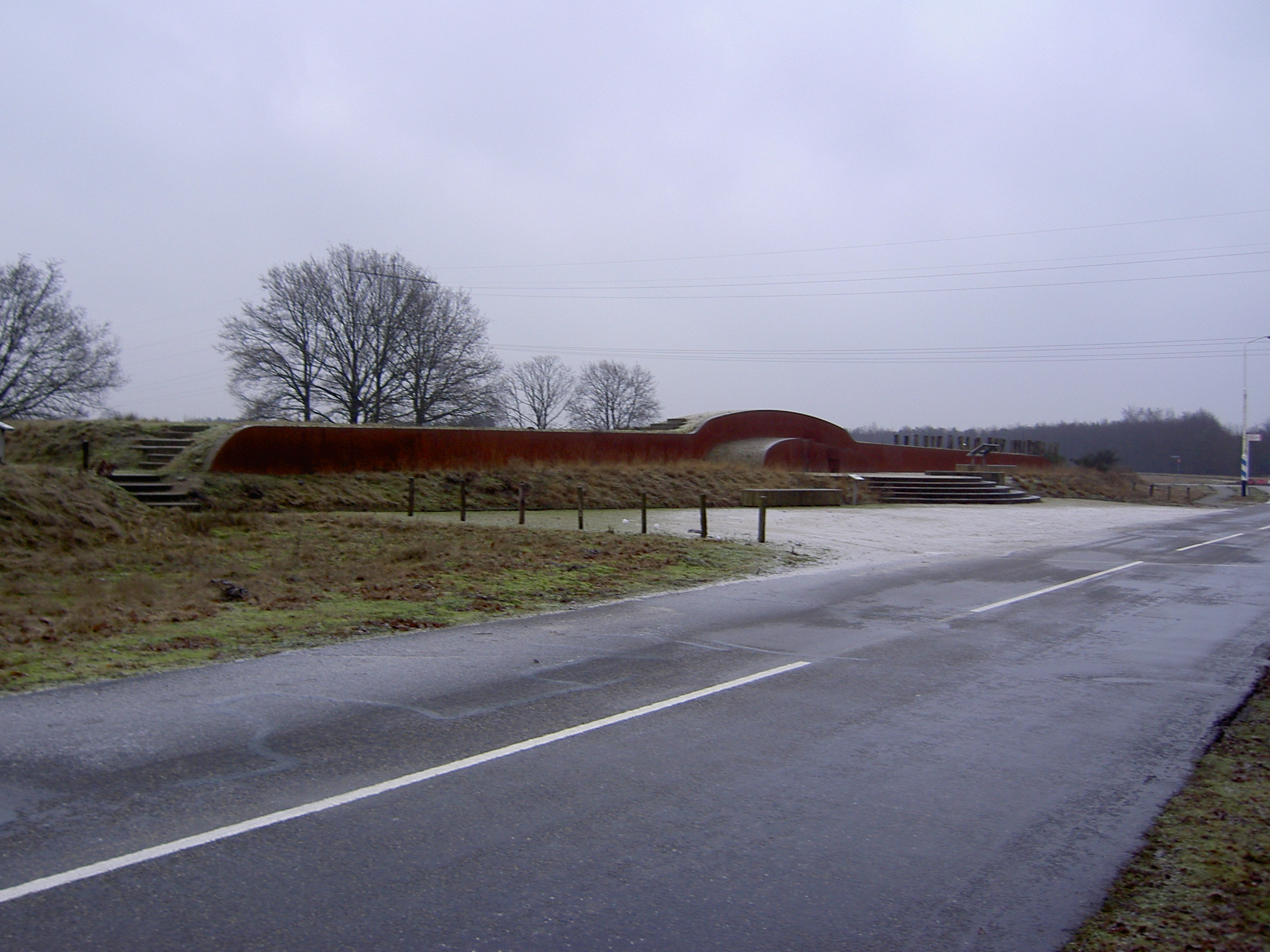
مقبرة الملوك بأوس

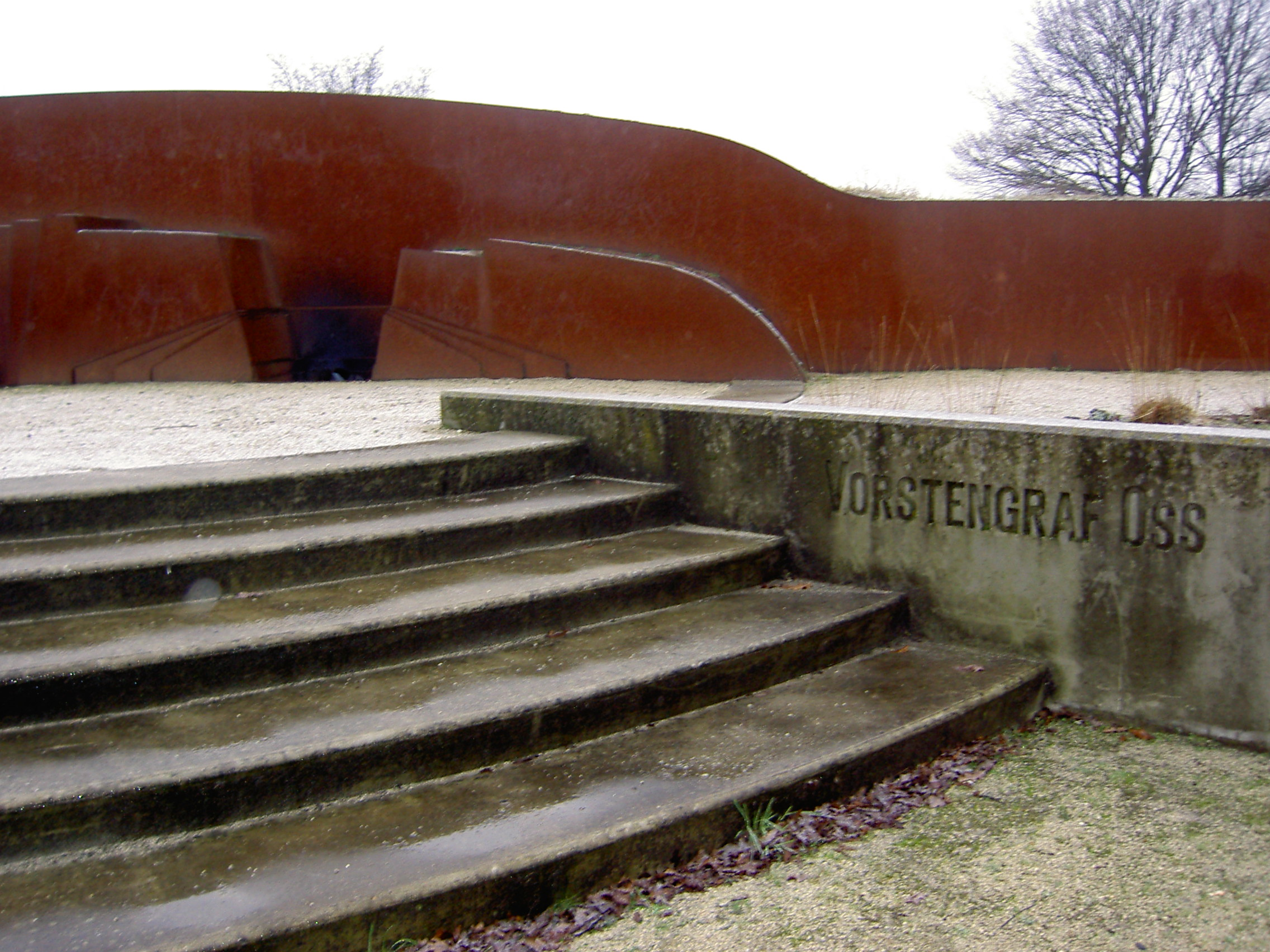
مقبرة الملوك بأوس

مقبرة الملوك (بالهولندية: Vorstengraf) (حرفياً قبر الملك) في بلدية أوس مقاطعة شمال برابنت، بهولندا هي واحدة من أكبر الجثوات في هولندا وبلجيكا. بلغ ارتفاع التل 3 أمتار ومحيط 54 متراً. تم اكتشاف القبر واستكشافه في عام 1933م وأعيد اكتشافه في عام 1997م.

## معرض صور

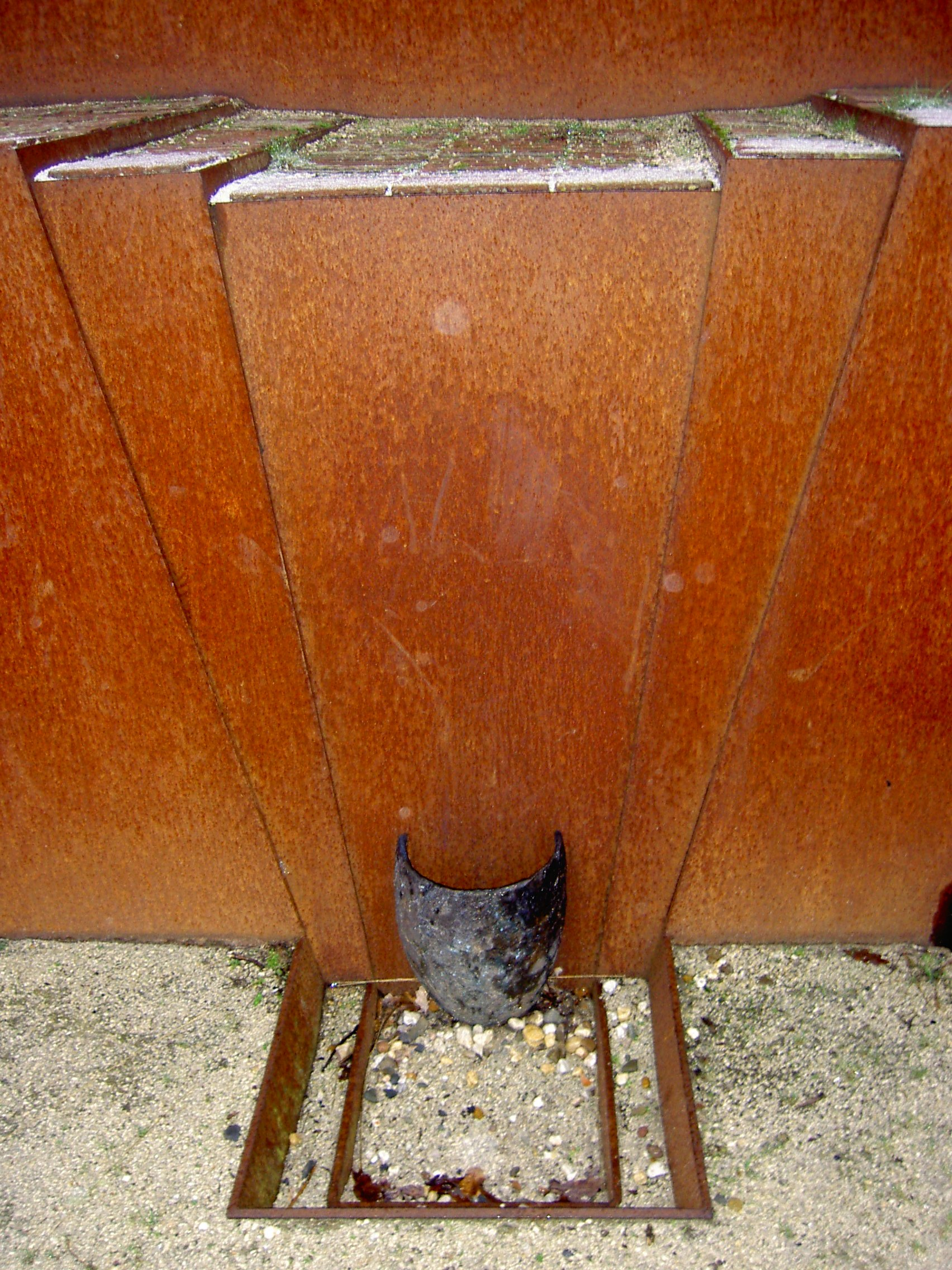
Replica من دلو برونزي يحوي السيف الحديد المنحني
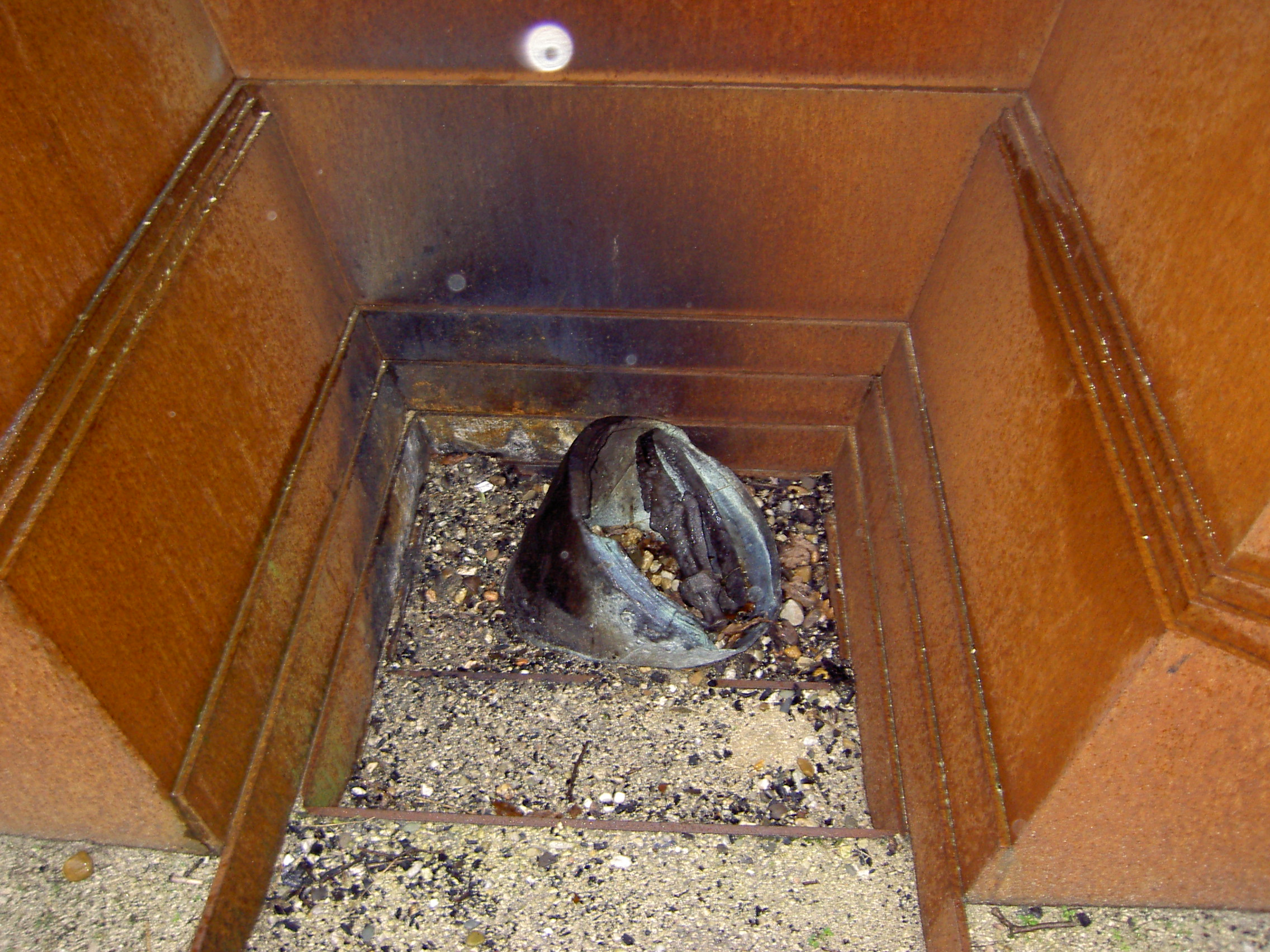
Replica من دلو برونزي يحوي السيف الحديد المنحني
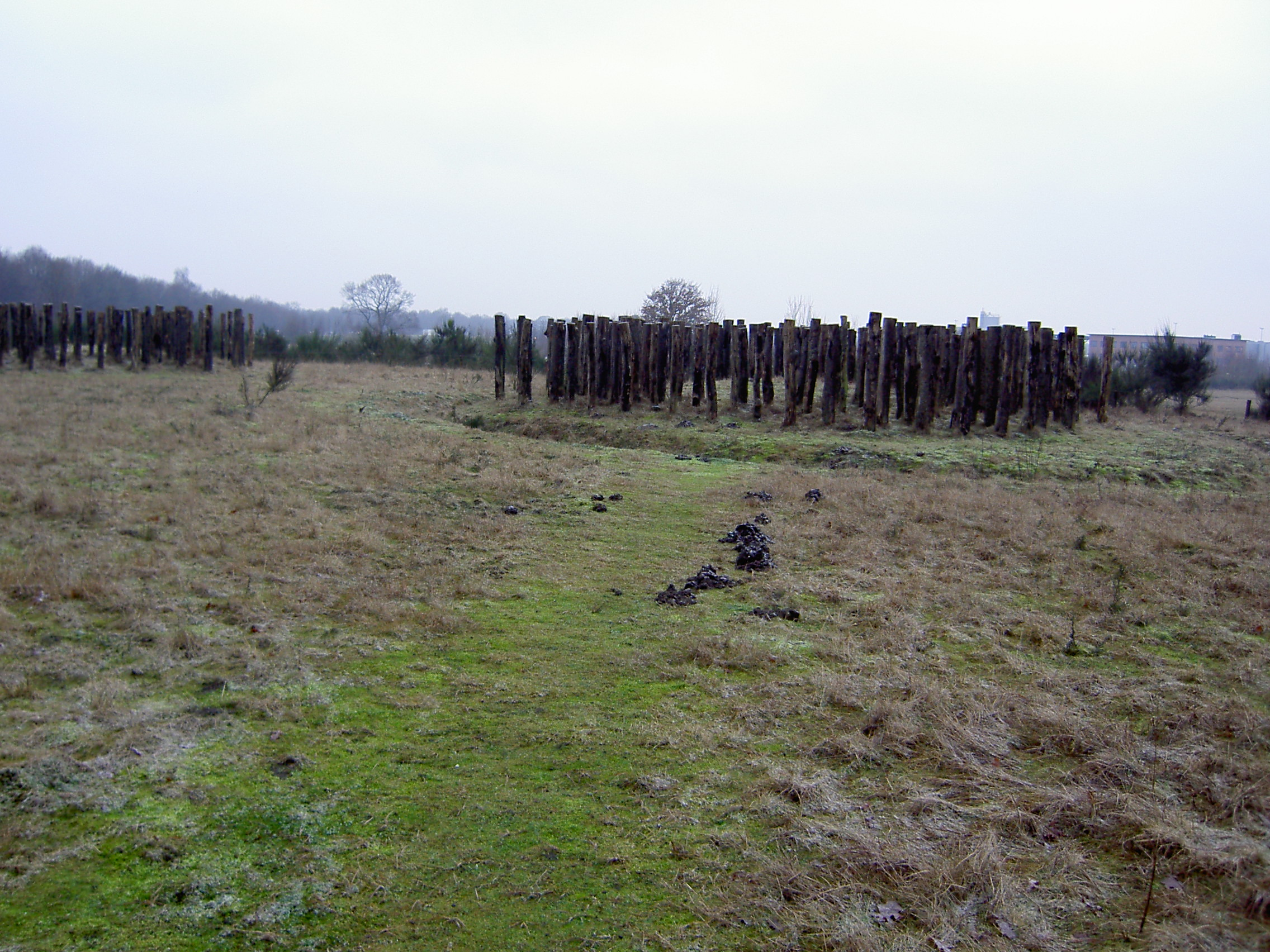
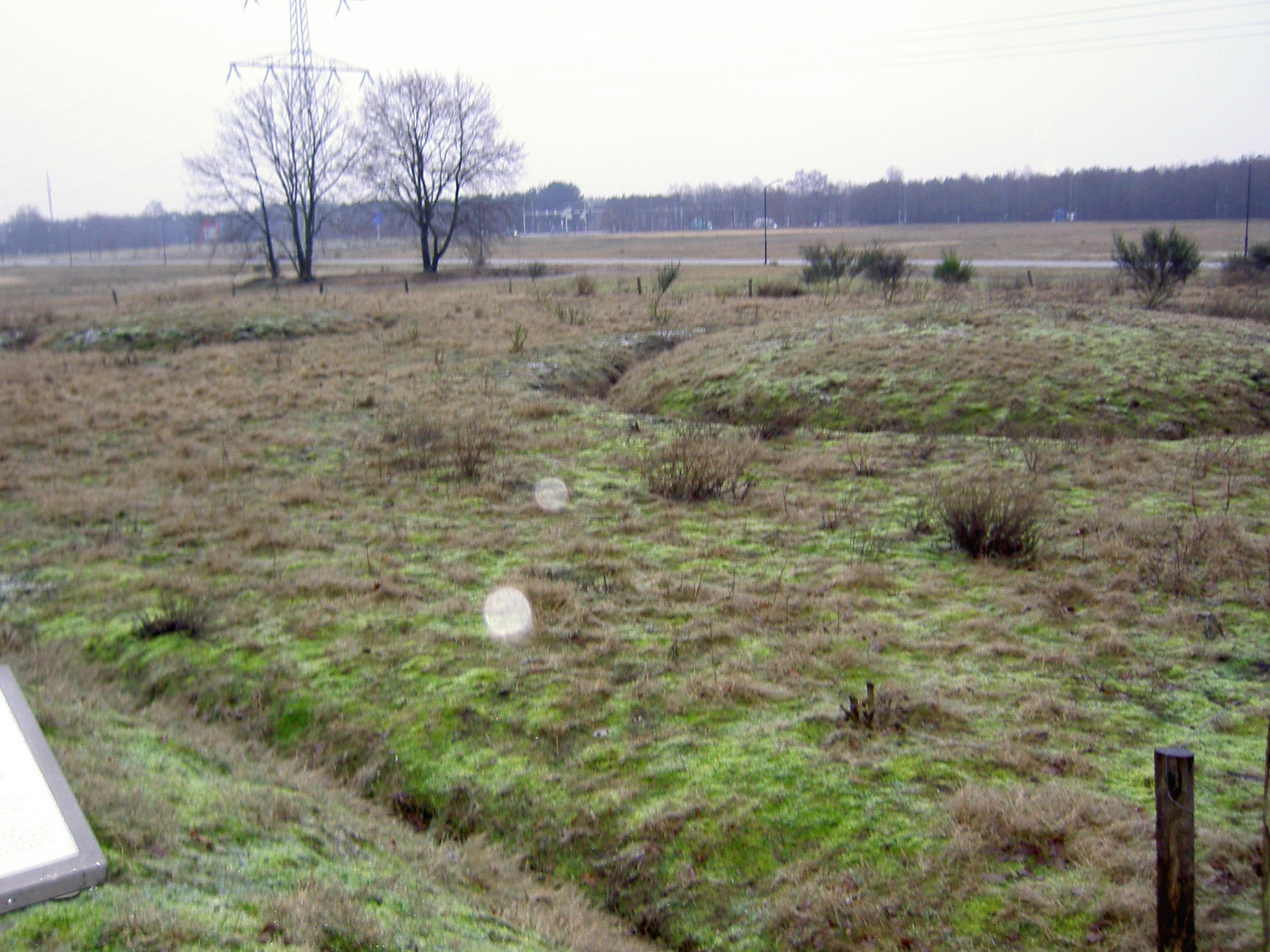